# 湯利·哈斯
湯利·哈斯（英語：Townley Haas，1996年12月13日—）是美國的一位游泳運動員。他現在就讀於德克薩斯大學奧斯汀分校。哈斯出生在維吉尼亞州里士滿。他代表美國參加了2016年奧運會和2017年、2019年世界游泳錦標賽。